# Barong (Mythologie)

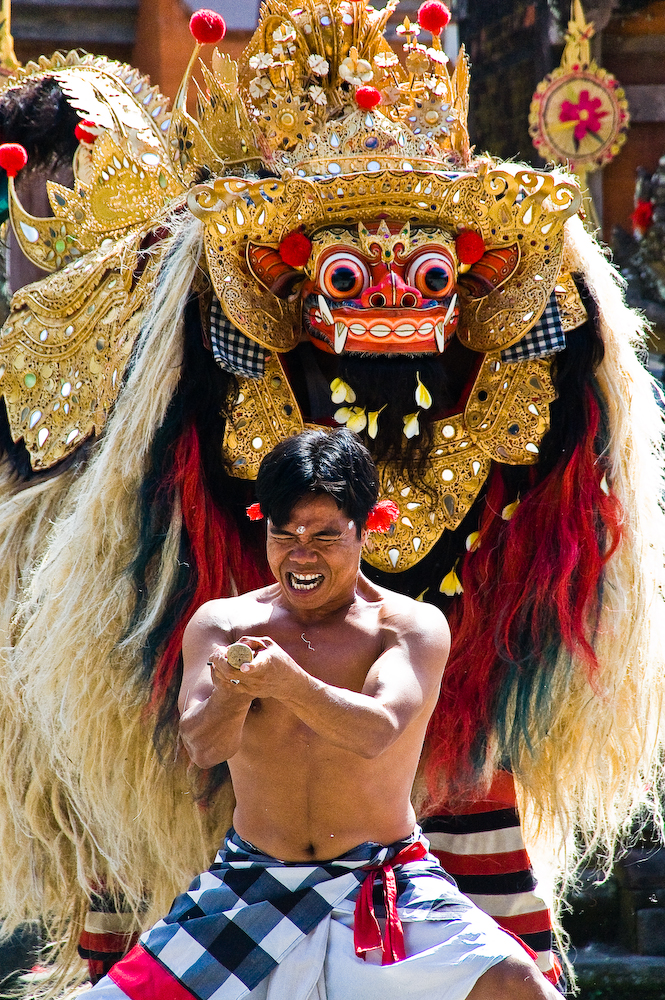
Darstellung des Barong hinter dem Tänzer

Der Barong ist eine löwenartige Gestalt in der balinesischen Mythologie. Laut der Mythologie ist er der König der guten Geister und sein Erzfeind ist die dämonische Königin Rangda. In Barong-Tänzen wird der Kampf zwischen Barong und Rangda dargestellt.